# Earle Hyman
Earle Hyman, właśc. George Earle Plummer (ur. 11 października 1926 w Rocky Mount, zm. 17 listopada 2017 w Englewood) – amerykański aktor.

## Filmografia
- 1945: Stracony weekend jako palacz
- 1972: Opętanie Joela Delaneya (The Possession of Joel Delaney) jako Charles
- 1984: The Edge of Night jako Bailiff
- 1984-1992: Bill Cosby Show jako Russell Huxtable
- 1985: Życie i przygody świętego Mikołaja jako Awgwa
- 1985–1989: Thundercats jako Panthro (głos)
- 1987: Gandahar jako Maxum (głos)
- 1987: Inny świat jako Russell Huxtable
- 1995: Wszystkie moje dzieci jako pan Patterson
- 2001: Życie do poprawki jako Charley Freeman
- 2015: Saturday Night Live jako Widz